# Aigrette ardoisée
Egretta ardesiaca
Espèce
Répartition géographique
Statut de conservation UICN

 LC  : Préoccupation mineure
L'Aigrette ardoisée (Egretta ardesiaca) est une espèce d'oiseaux aquatiques de la famille des Ardeidae.

## Description
L'Aigrette ardoisée mesure de 48 à 50 cm.
Cette espèce ne présente pas de dimorphisme sexuel. Son plumage est entièrement noir à reflets gris ardoise ou bleus. Comme toutes les aigrettes, elle présente de longues plumes lancéolées portant ce nom. Celles-ci se rencontrent sur le dessus de la tête, la nuque, le cou et le manteau.

## Alimentation
L'Aigrette ardoisée consomme essentiellement de petits poissons mais aussi des crustacés et des insectes. Elle présente la caractéristique comportementale de placer ses ailes au-dessus d'elle de manière à faire de l'ombre sur l'eau, à la manière d'un parapluie, ce qui lui permet de voir sans reflets et de faire croire aux plus gros poissons qu'ils sont à l'abri et donc de moins bouger,.

## Répartition

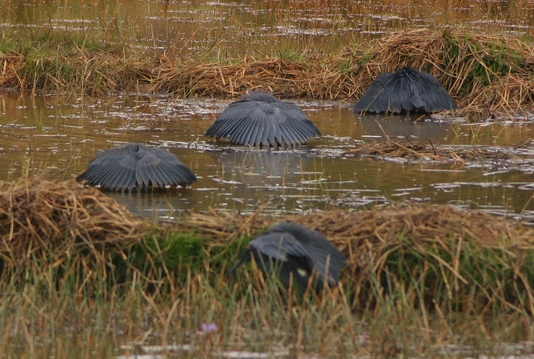
Mode de chasse caractéristique de l'aigrette ardoisée, ici à l'est d'Antananarivo, à Madagascar.
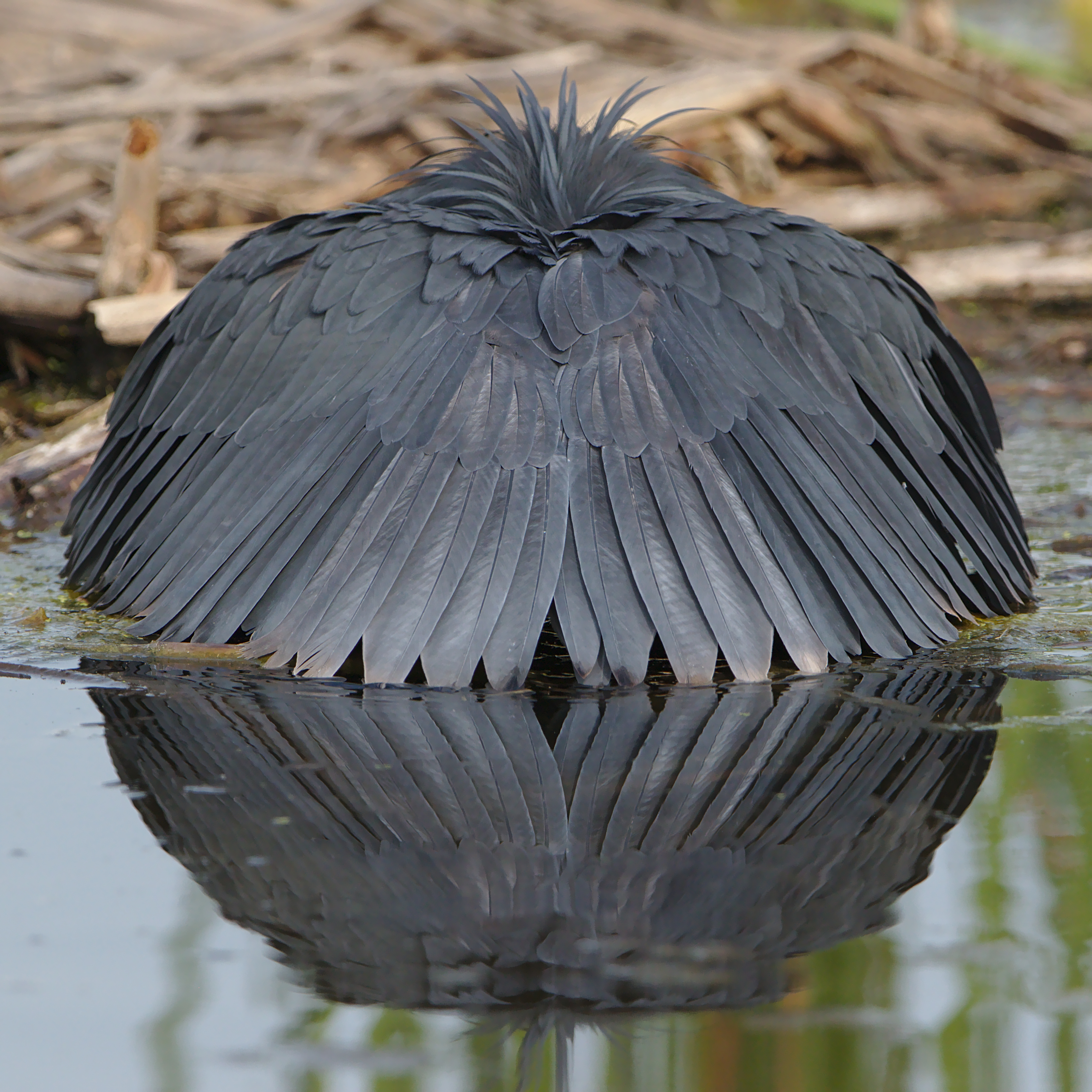
Chasse à l'ombrelle.
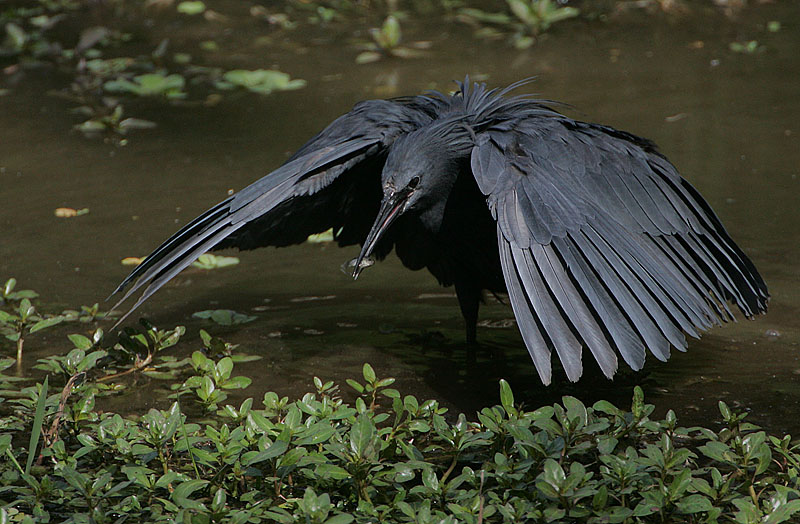
Chasse à l'ombrelle.
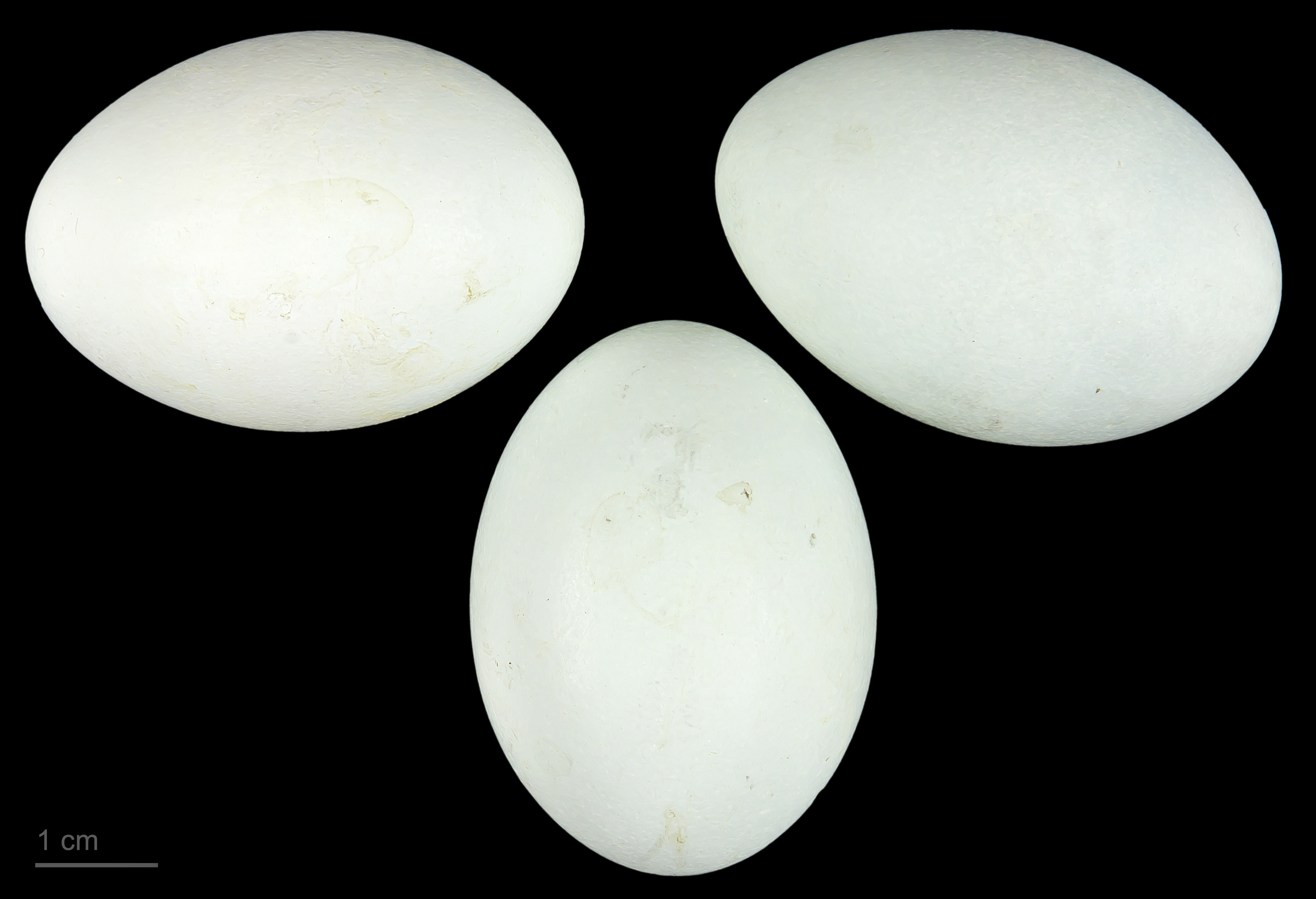
Œufs d'Egretta ardesiaca - MHNT.